# Gasowik-Stadion
Das Gasowik-Stadion (russisch стадион Газовик) ist ein Fußballstadion in der russischen Stadt Orenburg. Es bietet Platz für 10.046 Zuschauer und ist die Heimspielstätte des Fußballvereins FK Orenburg.

## Geschichte
Das Gasowik-Stadion wurde zwischen 2001 und 2002 erbaut und am 25. August 2002 eröffnet. Die Stadt Orenburg hat gegenwärtig etwa 550.000 Einwohner und ist die Hauptstadt des Oblast Orenburg im Föderationskreis Wolga im südlichen Russland. Seit Errichtung der Spielstätte 2002 trägt der örtliche Fußballverein FK Orenburg hier seine Heimspiele aus. Der Verein wurde 1976 gegründet und spielte zu Sowjetzeiten beständig drittklassig, nach dem Zerfall der Sowjetunion sogar einige Jahre zweit-, aber auch ein paar Jahre sogar viertklassig. 2004 wurde der Naturrasen durch ein Kunstrasenspielfeld ersetzt. Eine Rasenheizung und eine große Anzeigetafel ergänzten das Stadion 2009. Seit dem Beginn der 2010er-Jahre erfuhr der Club eine Renaissance, die bis hin zum erstmaligen Aufstieg in die Premjer-Liga, Russlands höchste Spielklasse im Fußball, zur Saison 2016/17 führte. Zuvor hatte der FK Orenburg die 1. Fußball-Division 2015/16 als Erster vor Arsenal Tula beendet und sich bereits vier Spieltage vor Saisonende den erstmaligen Aufstieg in die höchste Spielklasse gesichert.
Das Gasowik-Stadion hingegen wurde zu einer Zeit erbaut, als der Fußball in Orenburg nicht ansatzweise so erfolgreich war wie heute. Daher hatte die Sportstätte auch nur eine Kapazität von 4800 Zuschauerplätzen. Nach dem Aufschwung des FK Orenburg befand sich das Gasowik-Stadion ab 2014 in einer Renovierung, einhergehend mit einer Vergrößerung der Kapazität, um den Mindestanforderungen der Premjer-Liga zu entsprechen. Nach Ende dieser Ausbauarbeiten soll das Gasowik-Stadion Platz bieten für 8500 Zuschauer. Der FK Orenburg trägt seine Heimspiele trotz der Bauphase im Stadion aus. Die Ausbauarbeiten am Gasowik-Stadion wurden im Laufe des Jahres 2016 beendet. 
Anfang der 2020er Jahre verhinderte das für die Premjer-Liga zu kleine Gasowik-Stadion zweimal den Aufstieg, da der Verein keine Lizenz erhielt. Zwischen 2021 und 2022 wurde die Fußballarena auf 10.046 Plätze erweitert. Die offenen Stadionecken wurden geschlossen und bietet jetzt die Mindestkapazität der obersten Liga von 10.000 Zuschauern.